# Starniczki
Starniczki (kasz. Starnicczi lub Starnicczi Młën, niem. Starnitzer Mühle) – osada w Polsce położona w województwie pomorskim, w powiecie słupskim, w gminie Dębnica Kaszubska, nad rzeką Skotawą. Osada wchodzi w skład sołectwa Starnice.
W latach 1975–1998 miejscowość administracyjnie należała do województwa słupskiego.

## Nazwa
Nazwa miejscowości jest tzw. chrztem nazewniczym i ma charakter pseudotopograficzny-relacyjny. Powstała przez zdrobnienie nazwy miejscowej Starnice formantem -k-. Pierwotna niemiecka nazwa Starnitzer Mühle ma charakter kulturowo-relacyjny i składa się z dwóch członów: przymiotnika 'starnitzer „starnicki, należący do Starnic” i nazwy posplitej Mühle „młyn”.
Rada Języka Kaszubskiego proponuje kaszubską formę nazwy Starnicczi.